# Горст (Вашингтон)
Горст (енгл. Gorst) насељено је место без административног статуса у америчкој савезној држави Вашингтон.

## Демографија
По попису из 2010. године број становника је 592.
| Група             | 2000.    | 2010.       |
| Белци             | 0 (0,0%) | 485 (81,9%) |
| Афроамериканци    | 0 (0,0%) | 1 (0,2%)    |
| Азијати           | 0 (0,0%) | 15 (2,5%)   |
| Хиспаноамериканци | 0 (0,0%) | 48 (8,1%)   |
| Укупно            | 0        | 592         |